# Charles Inaebnit
Charles Inaebnit (Ginevra, 5 marzo 1886 – 22 luglio 1970) è stato un calciatore svizzero, di ruolo attaccante.

## Carriera

### Club
Ha sempre giocato nel campionato svizzero.

### Nazionale
Ha collezionato tre presenze con la maglia della Nazionale.